# Bireuen
Bireuen ist ein indonesischer Regierungsbezirk (Kabupaten) auf der Insel Sumatra. Er liegt im Norden der indonesischen Provinz und Sonderregion Aceh und zählte zur Jahresmitte 2023 455.555 Einwohner (224.167 Frauen und 231.388 Männer). Damit rangiert er auf dem zweiten Platz aller Kabupaten der Provinz Aceh. Flächenmäßig erreicht Bireuen mit 3.177,49 Quadratkilometern den vorletzten Platz (17), noch vor dem Bezirk Pidie Jaya. Mit einer Bevölkerungsdichte von 253,5 Einwohnern pro Quadratkilometer ist Bireuen der am dichtesten besiedelte Regierungsbezirk der Provinz Aceh.

## Geographie und Lage
Bireuen erstreckt sich zwischen 4°53′20″ und 5°16′26″ n. Br. sowie zwischen 96°19′46″ und 96°55′30″ ö. L. Der Bezirk grenzt im Südosten an den Kabupaten Pidie, im Westen an Pidie Jaya, im Süden an Aceh Tengah, im Südosten an Bener Meriah sowie im Osten an Aceh Utara. Die etwa 70 Kilometer lange Küstenlinie der Straße von Malakka bildet im Norden eine natürliche Grenze.
Der Bezirk ist – ähnlich einem Kamm – in nebeneinanderliegende Distrikte (indonesisch Kecamatan) unterteilt, in den ausgehend von der Küste die Oberfläche südwärts bis auf 2637 Metern Höhe ansteigt.

### Klima
Im Bezirk herrscht, wie in ganz Indonesien, tropisches Regenwaldklima (feuchttropisches Klima), es gibt eine trockene Jahreszeit und die Regenzeit. Am kühlsten war es im Januar 2020 bei 21,2 °C, am wärmsten hingegen im September (34,6 °C), bei einer Durchschnittstemperatur von ca. 27 Grad. Der September war auch der Monat mit der geringsten Luftfeuchtigkeit (54 %), während es Januar und Februar auf 100 % schafften. Die Sonne schien am wenigsten im Dezember (38 %) und am häufigsten im Januar 2020 (78 %).

## Verwaltungsgliederung
Administrativ unterteilt sich der Kabupaten Bireuen in 17 Distrikte (Kecamatan) mit 609 Dörfern (indonesisch Gampong oder Kampung), die in 75 Mukim (oder Kemukiman) zusammengefasst sind.
| Code 1   | Kecamatan Distrikt          | Ibu Kota Verwaltungssitz | Fläche (km²) | Einw. 2010 2 | Volkszählung 2020 | Volkszählung 2020 | Volkszählung 2020 | Anzahl der     |
| Code 1   | Kecamatan Distrikt          | Ibu Kota Verwaltungssitz | Fläche (km²) | Einw. 2010 2 | Einw. 3           | 0Dichte 40        | Sex Ratio 5       | Gampong/ Mukim |
| -------- | --------------------------- | ------------------------ | ------------ | ------------ | ----------------- | ----------------- | ----------------- | -------------- |
| 11.11.01 | Samalanga                   | Samalanga                | 141,42       | 27.209       | 27.907            | 197,3             | 98,8              | 46/5           |
| 11.11.02 | Jeunieb                     | Jeunieb                  | 112,51       | 22.309       | 25.244            | 224,4             | 98,8              | 43/6           |
| 11.11.03 | Peudada                     | Peudada                  | 312,81       | 23.996       | 27.839            | 89,0              | 98,2              | 52/6           |
| 11.11.04 | Jeumpa                      | Blang Bladeh             | 109,14       | 32.189       | 36.930            | 338,4             | 99,9              | 42/5           |
| 11.11.05 | Peusangan                   | Matang Glumpang Dua00    | 59,08        | 47.494       | 52.716            | 892,3             | 94,8              | 69/9           |
| 11.11.06 | Makmur                      | Ulee Gle                 | 71,74        | 13.887       | 15.656            | 218,2             | 94,7              | 27/4           |
| 11.11.07 | Ganda Pura                  | Geurugok                 | 46,95        | 20.881       | 23.732            | 505,5             | 93,8              | 40/4           |
| 11.11.08 | Pandrah                     | Pandrah Kandeh           | 114,01       | 7.669        | 8.806             | 77,2              | 98,2              | 19/3           |
| 11.11.09 | Juli                        | Beunyot                  | 231,18       | 28.738       | 33.731            | 145,9             | 98,3              | 36/4           |
| 11.11.10 | Jangka                      | Jangka                   | 37,58        | 25.698       | 28.687            | 763,4             | 96,6              | 46/5           |
| 11.11.11 | Simpang Mamplam             | Simpang Mamplam          | 155,50       | 24.470       | 27.237            | 175,2             | 101,3             | 41/3           |
| 11.11.12 | Peulimbang                  | Peulimbang               | 127,89       | 10.243       | 12.085            | 94,5              | 98,2              | 22/3           |
| 11.11.13 | Kota Juang                  | Bandar Bireuën           | 16,91        | 44.604       | 47.670            | 2.819,0           | 98,4              | 23/4           |
| 11.11.14 | Kuala                       | Cot Batee                | 17,11        | 16.169       | 18.731            | 1.094,7           | 95,7              | 20/4           |
| 11.11.15 | Peusangan Siblah (Krueng)00 | Lueng Daneuen            | 111,57       | 10.447       | 11.956            | 107,2             | 96,8              | 21/3           |
| 11.11.16 | Peusangan Selatan           | Geulanggang Labu         | 94,15        | 13.080       | 14.889            | 158,1             | 95,1              | 21/3           |
| 11.11.17 | Kuta Blang                  | Kuta Blang               | 38,70        | 20.205       | 22.602            | 584,0             | 95,8              | 41/4           |
| 11.11    | Kab. Bireuen                | Kab. Bireuen             | 1.798,25     | 389.288      | 436.418           | 242,7             | 97,35             | 609/75         |

## Demographie
Zur siebten Volkszählung im September 2020 (indonesisch Sensus Penduduk – SP2020) lebten in Bireuen 436.418 Menschen. In einer der wenigen Verwaltungseinheiten der Provinz Aceh gab es einen Frauenüberschuss (221.136 entsprechend 50,67 %), der aber seit dem letzten Zensus 2010 um 0,26 % gesunken war. 2010 zählte man 191.019 Männer und 198.269 Frauen.
Die Mehrheit der Einwohner sind Muslime. Der Anteil der Christen (37 Protestanten, 8 Katholiken) ist unbedeutender als jener der Buddhisten (118). Beide hatten jeweils eine Kirche  bzw. Kloster (Vihara) im Kec. Kota Juang. Den Mohammedanern standen 2020 184 Moscheen indonesisch Masjid und 650 Gebetsräume (indonesisch Meunasah) zur Verfügung.

### Soziale Daten 2020
| Merkmal                                                            | Kabupaten | 0Provinz Aceh0 |
| ------------------------------------------------------------------ | --------- | -------------- |
| Bev. unterh. der Armutsgrenze (Tsd.)0                              | 62,42     | 814,91         |
| Anteil der „armen Bevölkerung“ (indonesisch Penduduk miskin) (%)00 | 13,06     | 014,99         |
| Arbeitslosenrate (%)                                               | 04,12     | 006,59         |
| Lebenserwartung (in Jahren)                                        | 71,22     | 069,93         |
| HDI-Index                                                          | 72,28     | 071,99         |
| Analphabetenrate (in %, > 15 J.)                                   | 01,12     |                |
| Abhängigenquotient (%)                                             | 49,81     | 048,71         |
| Anteil der Altersgruppen                                           | 0Real0    | 0Prozentual0   |
| Kinder (<15 J.)                                                    | 120.0740  | 027,51         |
| arbeitsfähige Bevölkerung (15–64 J.)                               | 291.3110  | 066,75         |
| Rentner und Pensionäre (>65 J.)                                    | 025.0330  | 005,74         |

### Aktuelle Bevölkerungsdaten vom Jahresende 2022
Nachfolgende Tabelle gibt den Einwohnerstand per 31. Dezember 2022 wieder.
| Kecamatan                | Fläche km² | Einwohner gesamt | Männer  | Frauen  | Dichte Einw. je km² | Sex Ratio (100 M/F) |
| ------------------------ | ---------- | ---------------- | ------- | ------- | ------------------- | ------------------- |
| Samalanga                | 105,34     | 26.749           | 13.252  | 13.497  | 253,9               | 98,18               |
| Jeunieb                  | 136,46     | 26.170           | 12.980  | 13.190  | 191,8               | 98,41               |
| Peudada                  | 317,07     | 28.995           | 14.321  | 14.674  | 91,4                | 97,59               |
| Jeumpa                   | 79,20      | 38.917           | 19.362  | 19.555  | 491,4               | 99,01               |
| Peusangan                | 57,73      | 54.621           | 26.513  | 28.108  | 946,1               | 94,33               |
| Makmur                   | 66,77      | 16.246           | 7.933   | 8.313   | 243,3               | 95,43               |
| Gandapura                | 43,10      | 24.869           | 12.043  | 12.826  | 577,0               | 93,90               |
| Pandrah                  | 98,07      | 9.259            | 4.551   | 4.708   | 94,4                | 96,67               |
| Juli                     | 274,68     | 35.308           | 17.457  | 17.851  | 128,5               | 97,79               |
| Jangka                   | 37,42      | 30.197           | 14.881  | 15.316  | 807,0               | 97,16               |
| Simpang Mamplam          | 172,26     | 28.555           | 14.271  | 14.284  | 165,8               | 99,91               |
| Peulimbang               | 105,80     | 12.877           | 6.359   | 6.518   | 121,7               | 97,56               |
| Kota Juang               | 18,75      | 48.469           | 23.864  | 24.605  | 2.585,0             | 96,99               |
| Kuala                    | 17,09      | 19.688           | 9.619   | 10.069  | 1.152,0             | 95,53               |
| Peusangan Siblah Krueng0 | 101,12     | 12.440           | 6.084   | 6.356   | 123,0               | 95,72               |
| Peusangan Selatan        | 116,29     | 15.213           | 7.413   | 7.800   | 130,8               | 95,04               |
| Kuta Blang               | 36,75      | 23.379           | 11.383  | 11.996  | 636,2               | 94,89               |
| Kab. Bireuen             | 1.783,90   | 451.952          | 222.286 | 229.666 | 253,4               | 96,79               |

## Geschichte
Der Regierungsbezirk Bireuen entstand im Jahre durch Ausgliederung von zehn Kecamatan aus dem Bezirk Aceh Utara.
Im Jahre 2004 wurden aus diesen vorhandenen Distrikten sieben weitere gebildet:
- Kota Juang mit 3 Mukim (Bireuen, Geudong, Cot Keupula) und 22 Gampong aus dem Kec. Jeumpa
- Kuala mit 4 Mukim (Cot Batee, Kuta Trieng, Ujong Blang, Lancok) und 20 Gampong aus dem Kec. Jeumpa
- Peusangan Selatan mit 3 Mukim (Simpang Tanjong, Paya Malem, Keude Asan) und 19 Gampong aus dem Kec. Peusangan
- Peusangan Sibla Krueng mit 3 Mukim (Siblah Krueng, Simpang Baro, Tgk. Chiek Krueng Neuh) und 19 Gampong aus dem Kec. Peusangan
- Peulimbang mit 3 Mukim (Plimbang, Po Teumeuruhom, Batee Kureng) und 19 Gampong aus dem Kec. Jeunieb
- Kuta Blang mit 4 Mukim (Tgk. Chiek Dimanyang, Tgk. Chiek Umar, Kuta Meusee, Kuta Hoem) und 39 Gampong aus dem Kec.Grandapura
- Simplang Mamplan mit 3 Mukim (Tiga, Tgk. Di le Rhob, Tambue) und 38 Gampong aus dem Kec. Samalanga.[8]